# Pintura corporal

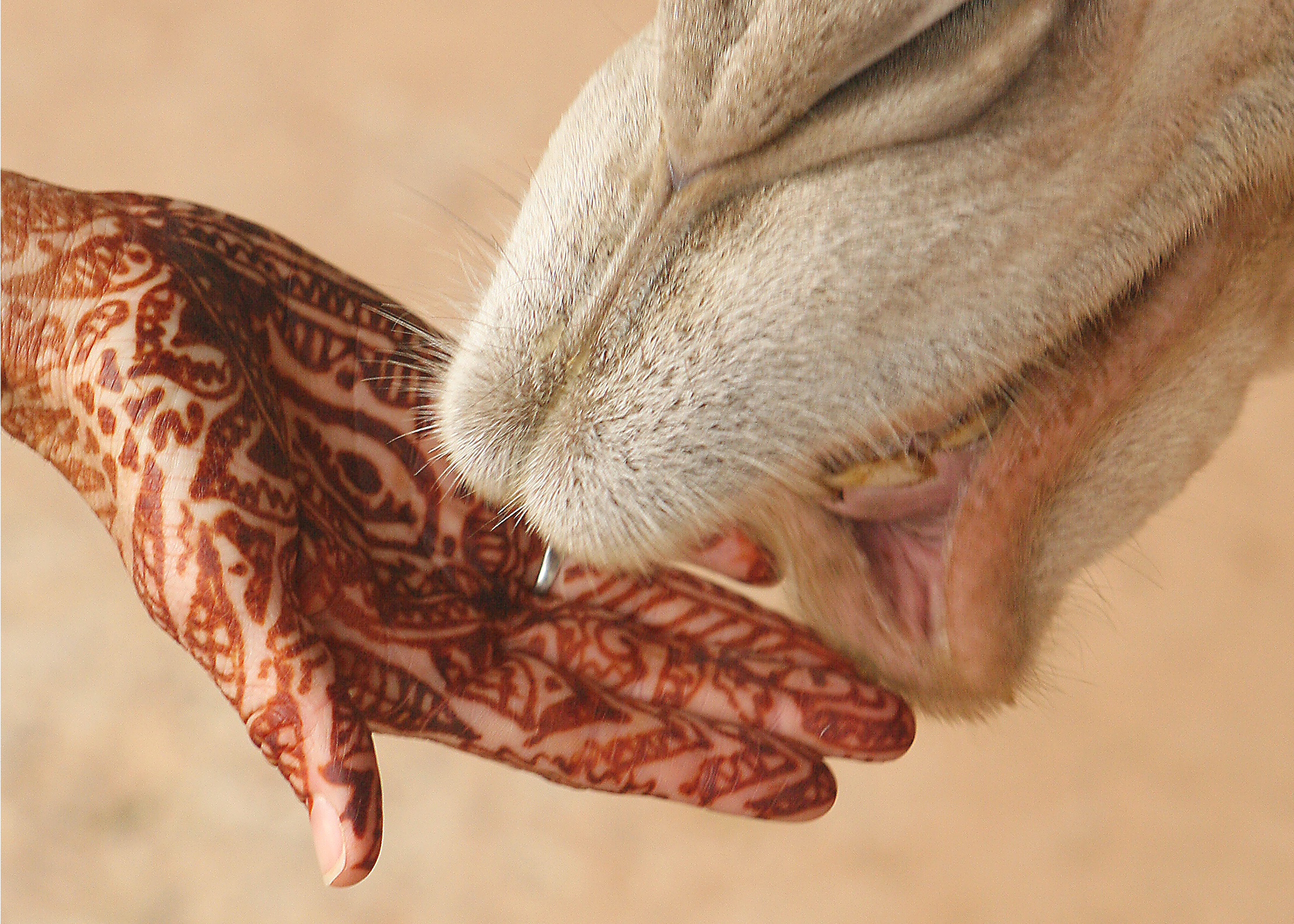
Pintura decorativa numa mão (hena).

Pintura corporal é uma das formas de pintura onde os corpos são pintados com tinturas extraídas de plantas ou de outros meios. A pintura corporal é uma forma de expressão. Muitos usam como forma de demonstrar seus sentimentos por algo ou alguém, ou mesmo por questão religiosa. Geralmente quando se fala em pintura corporal, temos em mente sempre os índios, mas a pintura corporal está presente em outras ocasiões como em obras de arte, meios artísticos e etc.